# Pa'iatua
Le rituel pa'iatua, parfois orthographié pa'i-atua, est une cérémonie religieuse polynésienne, spécifique à Tahiti et aux îles de la Société. Consistant en un « rassemblement et déshabillage des Dieux », la cérémonie était centrée autour des représentations divines to'o, tout particulièrement du dieu Oro. Elle avait lieu sur un marae pour divers événements importants, allant des consécrations aux prières. Décrite comme « la plus grande de toutes les cérémonies du marae » ou encore comme « le rituel principal de la liturgie tahitienne de l'époque », elle est également la mieux documentée.

## Définition

### Étymologie et graphies
Selon Babadzan, qui se base sur les dictionnaires du tahitien des Andrews et de Davies, pa'iatua se compose de deux mots : pa'i ou pai, l'enveloppe ou l'habillement, et atua, dieu(x). Combinés, ces deux mots désignent ainsi « l'enveloppage des dieux ».
Plusieurs graphies du terme ont existé, évoluant avec les époques. Ainsi, en plus des formes pa'iatua et pa'i-atua couramment admises, on trouve souvent l'omission de l'apostrophe en pai-atua et paiatua,,. Pour les témoins du rituel, Jacques-Antoine Moerenhout parle de paa atoua et William Ellis de paeatua ou pae atua.

### Principe
Il s'agissait de la cérémonie la plus importante de consécration des dieux dans la région. Une figure centrale, le Dieu tutélaire, était invoquée afin de transmettre de sa puissance à de multiples dieux dits inférieurs,. Les dieux, tutélaire et secondaires, étaient sous la forme de to'o, c'est-à-dire des représentations en diverses matières enveloppées dans une natte.
La cérémonie consistait pour sa partie principale à retirer les dieux de leur enveloppe, étape parfois qualifiée de déshabillage, afin de les exposer. Ainsi présenté, le dieu tutélaire pouvait transmettre de sa puissance aux autres dieux, notamment par l'échange d'amulettes ou plumes, cette phase est ainsi dénommée échange des dieux. Enfin les figures étaient ré-enveloppés dans une nouvelle natte, c'est le rhabillage, afin notamment qu'ils puissent conserver cette puissance.
Ce climax de la cérémonie était précédé et suivi de multiples autres rituels, prières et chants. Une phase de préparation importante avait lieu et les membres participant devaient se purifier. Les dieux devaient être appelés dans une procession nocturne en compagnie d'un autre type de figures, les ti'i. La cérémonie se concluait par des sacrifices d'animaux et d'autres prières afin de rétablir l'équilibre de l'univers. Un festin impliquant tout le monde s'ensuivait.

## Contexte

### Lieux de culte

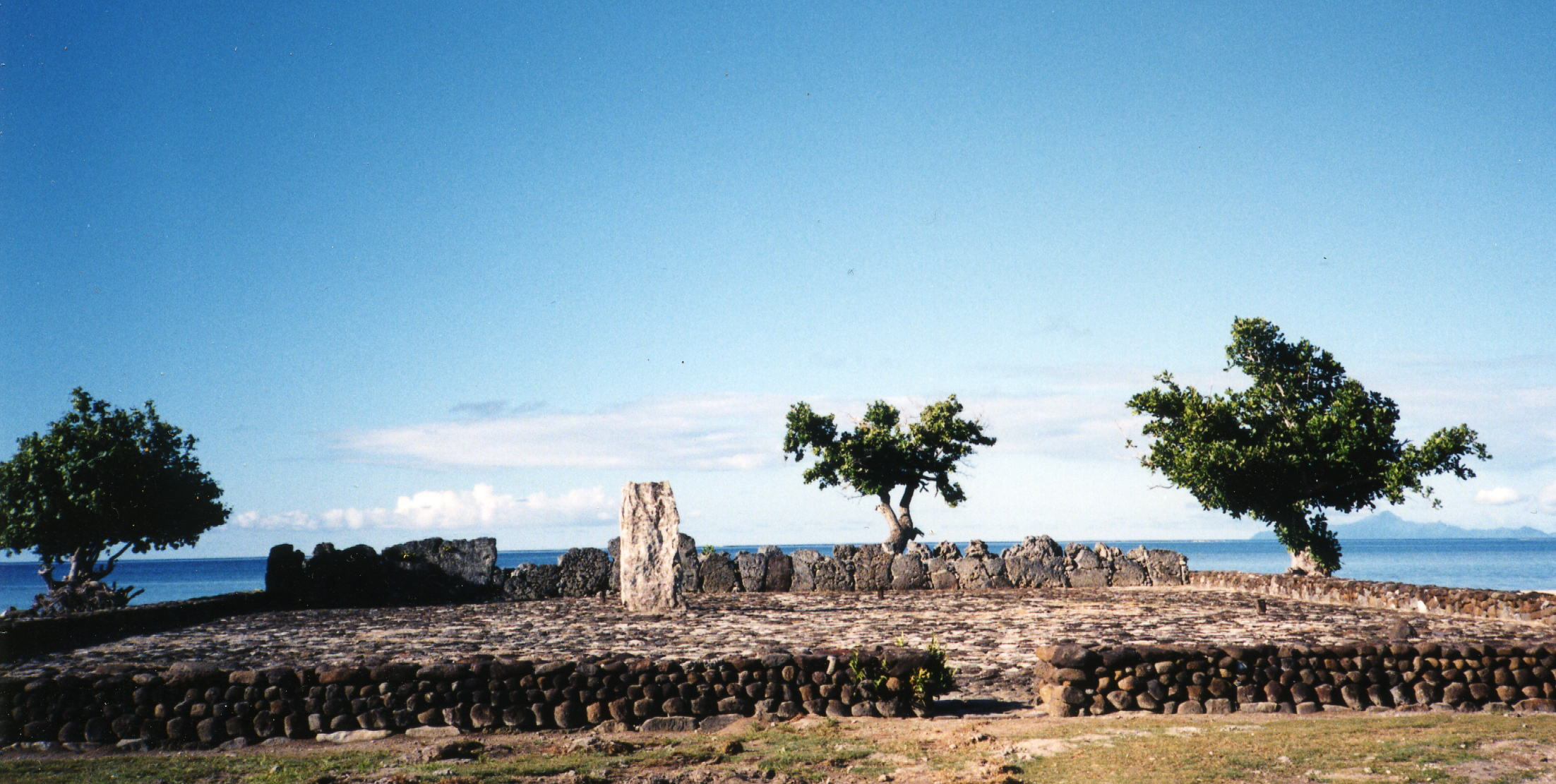
Marae de Taputapuātea à Raiatea où le pa'iatua avait lieu

Le pa'iatua serait spécifique à Tahiti et aux îles Sous-le-Vent, tout du moins sa pratique dont des versions écrites nous sont parvenues.
Du fait de son importance, la cérémonie pouvait avoir lieu au marae international de Raiatea ainsi que dans les marae les plus importants ailleurs. On parle alors de marae national, c'est-à-dire le marae le plus important d'un district (partie ou totalité d'une île selon sa taille), correspondant au lieu de culte d'un roi ou d'un chef. Il est néanmoins possible que des cérémonies similaires se soient simultanément produites sur des marae secondaires, sous l'égide de la cérémonie principale.
Au-delà de sa préparation, la cérémonie s'axait autour du marae et du fare ia manaha. Les deux lieux, voisins l'un de l'autre, étaient préparés pour la solennité et la sacralité de l'événement et ainsi fortement auréolés de tapu, l'interdiction pour le non-sacré de s'approcher. Le marae était l'endroit où se déroulait l'essentiel de la cérémonie avec la plupart des chants et rites. Le fare ia manaha était un édifice sacré orienté vers le marae où se trouvaient le to'o principal, les prêtres et les autres effigies. Le rituel incluait notamment des processions entre les deux lieux.

### Temporalité
La cérémonie pouvait alors lieu plusieurs fois par an, vraisemblablement tous les trois mois. Jacques-Antoine Moerenhout, témoin du rituel, évoque ainsi une périodicité correspondant aux saisons. Cette interprétation est néanmoins contestée, la version rapportée par Teuira Henry est jugée plus vraisemblable. Celle-ci indique que le pa'iatua avait lieu pour « certaines occasions, telles que la consécration d’un souverain, sa maladie prolongée, mise en place de la pierre de fondation d’un marae national, prières en période de sécheresse, et après de grandes calamités ».
Le rituel s'étalait sur trois jours en excluant sa longue préparation et les festivités qui pouvaient durer quelques jours ensuite. Pendant la période de la cérémonie principale, les rites avaient lieu le jour comme la nuit, entrecoupés de courts intervalles de repos.

### Divinités invoquées

#### To'o
La cérémonie s'articulait autour des figures de to'o, des représentations généralement abstraites des dieux. Nombreux, ceux-ci pouvaient être de plusieurs ordres, claniques, corporatistes, créateurs ou autres. Il existait une hiérarchie entre eux qui guidait le rituel. Au premier plan on trouvait ainsi le Dieu tutélaire, le plus important, celui auquel le marae est dédié et qui occupait une place centrale dans la cérémonie. Après lui, les autres dieux étaient consacrés par ordre d'importance.
La divinité la plus souvent consacrée comme tutélaire, en particulier à l'époque où les témoignages ont été mis à l'écrit, était le dieu Oro. Un des plus grands du panthéon polynésien, son importance était telle que les to'o ont souvent été mal interprétés comme des représentations de ce seul dieu.
Les to'o avaient la particularité d'être des figures enveloppées. Il s'agissait le plus souvent d'une figure de bois dur allongée d'une longueur allant de quelques centimètres à deux mètres. La forme donnée à cette figure était généralement peu élaborée voire brute, incarnant ainsi le dieu dans l'abstraction. Ce corps était ensuite enveloppé dans des nattes faites de fibres de bourre de coco ou de couches de tapa, incluant des plumes de couleur diverses — bien que le plus souvent rouges — en son sein voire même en extérieur. C'est cette enveloppe qui sert l'action centrale du pa'iatua : « être enlevée; être partagée [...]; être renouvelée ».

#### Ti'i
La présence de ti'i, figures distinctes des to'o, est également vraisemblable. Ces représentations se distinguent des to'o pour de multiples raisons et notamment pour le caractère de dieux messager — qui peut communiquer avec les dieux et ainsi les invoquer — qui est mis en exergue dans le pa'iatua.
Néanmoins, lors du rite, ceux-ci sont déshabillés de la même façon que les to'o. Or, ces figures ne sont pas connues pour porter d'enveloppe, cette caractéristique étant plus spécifique aux to'o. Cela a ainsi suscité l'interrogation sur la nature réelle des ti'i impliqués ici. Mais la nature de messager, destiné à aller chercher les dieux, est spécifiquement dévolue aux ti'i. En outre, l'appellation réutilisée plusieurs fois par Henry dans sa retranscription du rite laissent effectivement penser que des ti'i étaient bel et bien enveloppés pour cette cérémonie, vraisemblablement dans des couches de tapa, de plumes et de cordelette sacrée.

## Déroulement
La description la plus détaillée de la cérémonie qui nous soit parvenue est celle de Teuira Henry, qui se base sur la description qui lui en aurait été faite par Pōmare II, Mahine et des prêtres. On en trouve également des mentions plus succinctes dans les écrits de Moerenhout, Ellis ou de Bovis.

### Préparation

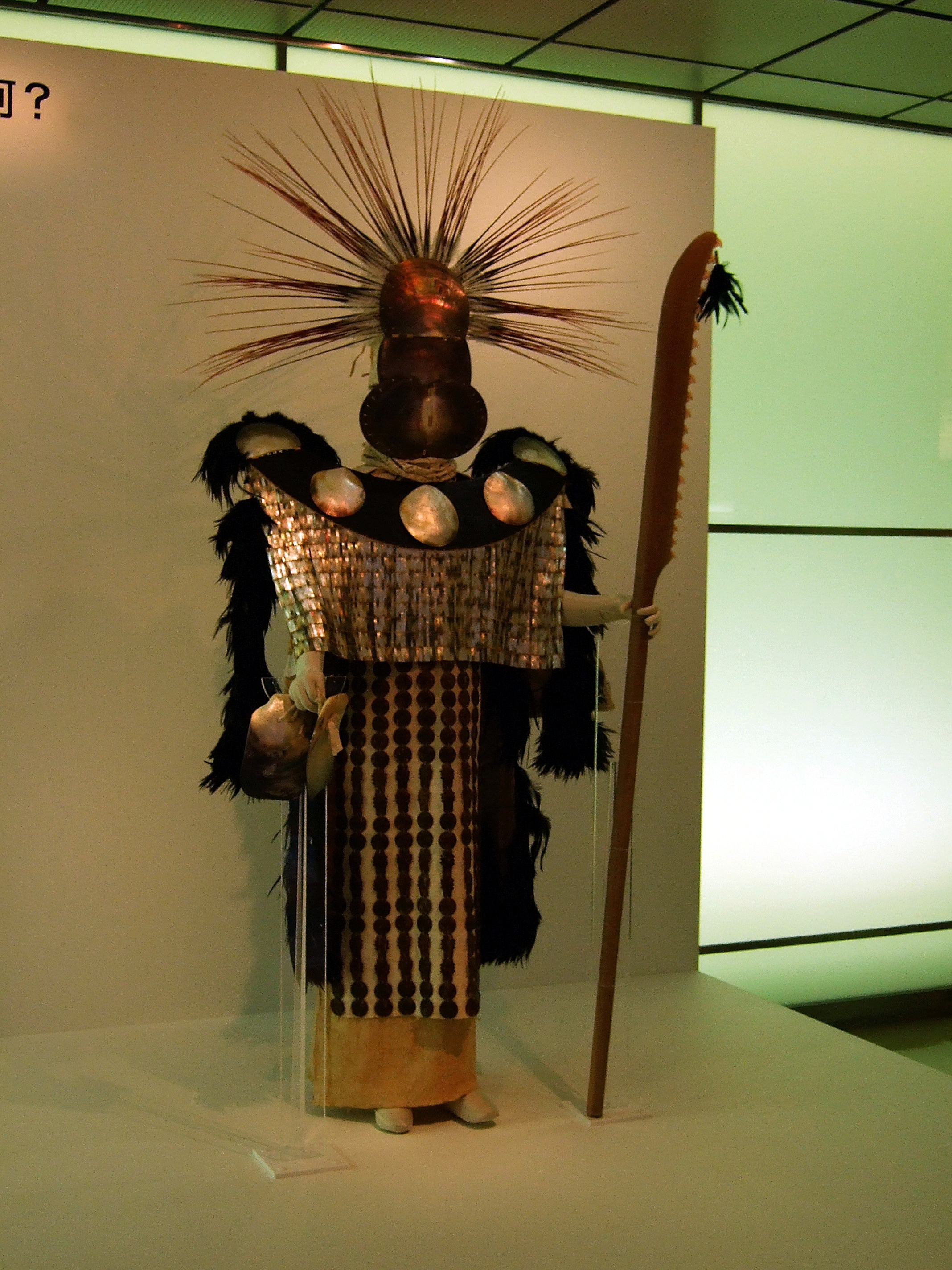
Tenue rituelle tahitienne.

L'événement était annoncé à la population afin qu'elle s'y prépare : des restrictions sur l'usage du feu impliquait par exemple la préparation de nourriture en avance. Le battement d'un gros tambour au début du rite annonçait d'ailleurs la fin des activités ordinaires. Les prêtres s'isolaient et se prêtaient à un rituel spécifique lié à la solennité et au caractère hautement sacré de l'événement. Le grand chef et les prieurs se purifiaient également dans une moindre mesure. 
Le rituel commençait par la préparation du lieu cérémoniel, le marae, dans une séquence préliminaire appelée vaere'a mara'e. Le remplacement et la réparation des éléments s'y trouvant avaient lieu, notamment des pirogues ou des décorations du site. Surtout, le marae était désherbé et nettoyé de ses ornements anciens par le roi (ari'i) et des personnes de haut rang. Les déchets étaient placés dans une fosse sacrée spécifique au site : tiri a pera. 
Juste avant que les processions ne commencent, les prêtres et les gardiens des marae (les 'opu-nui) se retiraient dans le fare-ia-manaha pour leur dernier repas et pour revêtir leurs habits sacerdotaux. Une première procession nocturne pouvait alors y commencer.

### Cérémonie

#### Procession nocturne
La cérémonie s'ouvrait à la tombée de la nuit par la marche du clergé vers le marae. Menée par le grand-prêtre, il était suivi d'autres prêtres porteurs de Dieux messagers, vraisemblablement des ti'i. Ceux-ci étaient ensuite disposés sur le pavage à côté de la première rangée des dalles de prière.
Une séquence de prières et de chants s'ouvrait alors. Étaient notamment récités la Bénédiction du marae et de l'autel de Maui ainsi qu'une invocation préliminaire . Les Dieux-messagers étaient ensuite déshabillés pendant qu'une injonction, l'« envoi des messagers », adaptée au Dieu tutélaire invoqué lors de la cérémonie était chantée. 
Cette phase d'injonction durait la majeure partie de la nuit. L'aurore était ensuite accueillie par un autre chant et marquait le début de la séquence principale.

#### Exposition des dieux

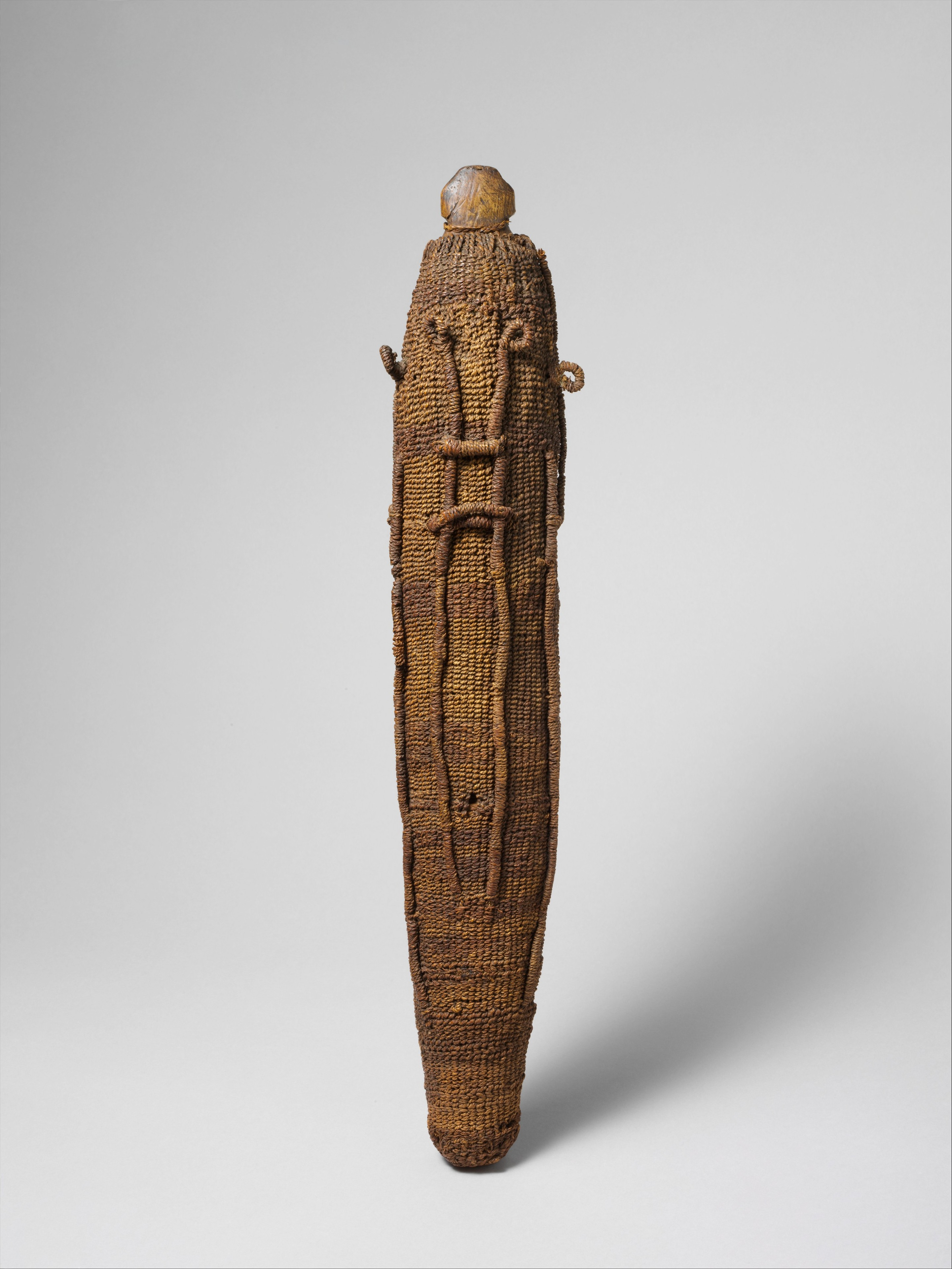
To'o de la divinité Oro dans son enveloppe.

Avec l'arrivée du jour, le grand-prêtre commandait à aller chercher les dieux dans le fare-ia-manaha. Les prêtres s'y rendaient donc pour aller y retrouver l'ensemble des effigies qu'ils avaient rapportées ainsi que le Dieu tutélaire, le to'o auquel le marae est consacré, placé dans son arche.
Une procession solennelle, ordonnée hiérarchiquement, avaient alors lieu vers le marae. Le grand-prêtre ouvrait le cortège, suivi du Dieu tutélaire dans son arche, portée au moyen de perches par quatre prêtres nommés « soigneurs du Dieu ». Ceux-ci clamaient tout du long le ho-ho-atua, l'appel des Dieux. Derrière suivaient « les représentants des marae sociaux, ancestraux et royaux avec leurs Dieux inférieurs enveloppés [...] rejoints pendant la procession par les docteurs, les constructeurs de pirogues et les pêcheurs avec leurs Dieux également enveloppés. Les sorciers fermaient la marche ».
Arrivée au marae, l'arche était déposée dans la cour tandis que le reste de la congrégation s'y ordonnait par rang. Le point culminant de la cérémonie pouvait alors s'accomplir ainsi que le relate Henry : « Lorsque tout le monde était assis, le grand-prêtre ouvrait l’arche et sortait l’image sainte et, pendant qu’il la déshabillait sur la natte, les autres prêtres déshabillaient leurs images en chantant avec lui ». Ce chant avait pour but de contenir la puissance des dieux alors qu'ils étaient ainsi exposés.

#### Échange des dieux
Commençait alors la phase du tari-toara’a-atua dite d'échange des dieux. Exposé et débarrassé de ses plumes rouges et jaunes, le Dieu tutélaire se voyait présenter chacun à leur tour les autres dieux par leurs propriétaires. Ces derniers faisaient alors des offrandes d'amulettes et de plumes au grand-prêtre qui leur échangeait contre les siennes, le grand Dieu conférant ainsi de sa puissance aux dieux inférieurs. Là aussi, un ordre de présentation était respectée, tenant compte des images nouvellement créées ou de celles dérobées à un ennemi. Les enveloppes des dieux étaient également échangées avec des nouvelles. Les anciennes étaient conservées dans les marae respectifs des divinités.

#### Clôture
Après quelques prières et sacrifices, notamment d'un cochon, les dieux étaient enveloppés à nouveau et ramenés dans le fare-ia-manaha. Le dieu tutélaire, ré-enveloppé également et replacé dans son arche, restait néanmoins sur le marae. Avec l'odeur de la viande sacrifiée et le battement de tambours, la vie ordinaire des habitants pouvaient reprendre mais la cérémonie n'était pas encore totalement terminée. Une dernière phase de prières et sacrifices était entamée, clairement délimitée notamment par des invocations d'ouverture, et de clôture,. Elle visait à congédier les dieux, leur faisant reprendre leur place dans leur univers, contrairement au mélange que le rituel avait induit.
La cérémonie se terminait au battement du tambour avec le son de conques annonçant une fête que la population avait préparée. Les prêtres ramenaient quant à eux l'arche du Dieu tutélaire au fare-ia-manaha.

### Fête de fin
La population, à nouveau autorisée à rejoindre le marae, y rapportait divers artéfacts et victuailles destinés tant aux dieux qu'au clergé. La population quittait peu après le marae pour s'adonner au festin préparé. Le clergé restait quant à lui au marae « pour partager leurs repas avec les Dieux dans une atmosphère de respect et de crainte ».